# Sergej Michajlovič Solovjov
Sergej Michajlovič Solovjov, rusky Серге́й Миха́йлович Соловьёв (17. květen 1820, Moskva – 16. říjen 1879, Moskva) byl ruský historik, který se proslavil dílem Dějiny Ruska od nejstarších dob, na němž pracoval třicet let. Za hlavní hybnou sílu dějin pokládal stát. Jeho synem byl filozof Vladimir Solovjov, druhý syn Vsevolod Solovjov byl spisovatelem.

## Život
Jeho otec byl kněz, což ho přivedlo k hlubokému náboženskému cítění, samozřejmě pravoslavnému. V letech 1838-1842 vystudoval historii na Moskevské univerzitě, kde byl žákem Timofeje Granovského. Během studií byl fascinován Hegelem a na několik měsíců se kvůli němu dokonce stal protestantem, ale nakonec usoudil, že "tato abstrakce není pro něj", že se "narodil jako historik." Ještě během studií dva roky cestoval po Evropě (1842-1844), navštívil Berlín, Heidelberg, Paříž a také Prahu, kde se seznámil Václavem Hankou, Františkem Palackým a Pavlem Jozefem Šafaříkem. V roce 1845 obhájil svou diplomovou práci o středověkém Novgorodu a získal místo na moskevské univerzitě. Zde byl později zvolen děkanem a nakonec i rektorem. Byl přitom velkým obhájcem akademické svobody a autonomie univerzity. Roku 1872 se stal členem Petrohradské Akademie věd.

## Dílo
Byl přesvědčen, že ruská historie se musí dávat do souvislosti s historií jiných národů a nesmí se omezovat jen na soupis vládců a jejich činů, byl tím, kdo do ruské historiografie vnesl zájem o náboženství, právo, etnografii a literaturu. Začínal jako slavjanofil, ale časem zastával prozápadní stanoviska. "Studium ruského dějepisu mě zachránilo od slavjanofilství a dalo můj patriotismus do správných mezí," řekl o tom. Avšak se slavjanofilskými kruhy ho spojovaly především názory na náboženství a víra v historické poslání ruského lidu.
Jeho zájem o ruské dějiny odstartovala práce o rodovém zřízení starých ruských kmenů. Další práci z roku 1847 věnoval rurikovcům. První svazek jeho monumentálních Dějin Ruska od nejstarších dob vyšel v roce 1851, poslední, 29. svazek, v roce 1879, již posmrtně. Vyvrací v ní mj. názor o klíčové roli Mongolů při formování ruského typu státu.
Silně ovlivnil další generaci ruských historiků (Vasilij Ključevskij, Dimitrij Ilovajskij, Sergej Platonov).